# كينجي سوزوكي (مخرج)
كينجي سوزوكي (باليابانية: 鈴木健二؛ بالكانا: すずき けんじ) هو مخرج ياباني، ولد في 9 يوليو 1957 في إيباراكي في اليابان.

## وصلات خارجية
- كينجي سوزوكي على موقع IMDb (الإنجليزية)